# Давидовский, Константин Алексеевич
Константин Алексеевич Давидовский (1882—1939) — русский советский драматический актёр, режиссёр, педагог, драматург. Заслуженный артист РСФСР (1933).

## Биография
Константин Алексеевич Давидовский родился 9 (21 марта) 1882 года в рабочей семье. В 1905 году окончил Харьковский технологический институт. Театральное образование начал в Харькове на частных курсах E. А. Лепковского.
На сцене с 1906 года (Товарищество новой драмы под рук.  В. Э. Мейерхольда. В 1907—1908 годах служил в театре  В. Ф. Комиссаржевской в Санкт-Петербурге, исполнял роли пажа Лингарда в «Победе смерти» Сологуба, Ганса Рилова в «Пробуждении весны» Ф. Ведекинда, принца Белидора в «Сестре Беатрисе», Арлекина в «Балаганчике».
В 1908 г. во время гастролей у Давидовского был роман с работавшей в той же труппе Л. Д. Блок, которая посвящала ему стихи и назвала в воспоминаниях «паж Дагоберт», считая встречу с ним одним из главных эпизодов своей жизни. Давидовский был отцом умершего во младенчестве сына Л. Д. Блок Дмитрия.
В 1908—1924 гг. играл в провинциальных театрах в Иркутске, Херсоне, Одессе, Курске, Саратове, Вильно и других. Среди исполненных ролей — Треплев, Тузенбах, Трофимов, Протасов и другие, играл в трагедиях Гюго, Шиллера, Шекспира. С 1925 — актёр Театра имени МГСПС в Москве. Исполнял роли Гапона («Георгий Гапон» Н. Н. Шаповаленко), генерала Кондратенко («Порт-Артур» Л. В. Никулина) и др.
Театральный режиссёр и критик С. Марголин писал: «Давидовский склонен к романтической приподнятости, к патетике. Это несколько нервный, экспрессивный и воодушевленный актер. Но следует признать, что характерное ему удается больше, чем героическое. <…> Везде, где есть предлог для создания своеобразного, неповторимого, резко индивидуального характера, проявляются актерские свойства Давидовского. А главное и самое дорогое в Давидовском-актере — его романтическое ощущение жизни».
Автор пьесы «Золото» (1930). Инсценировал поэму «Кому на Руси жить хорошо» (1938). Выступал на эстраде как мастер художественного слова.
Ушел из жизни 1 марта 1939 года. В некрологе, подписанном актёрами и режиссёрами  Театра им. Моссовета, Давидовский назван «одним из деятельнейших и лучших строителей советского социалистического театра». Похоронен на Новодевичьем кладбище.

## Фильмография
- 1923 — Красные дьяволята — Будённый
- 1926 — Предатель — прокурор
- 1927 — Солист его величества — офицер
- 1934 — Восстание рыбаков — пастор